# Parlamentswahl in der Mongolei 2016
Die Parlamentswahl in der Mongolei 2016 fand am 29. Juni statt. Gewählt wurden alle 76 Abgeordneten des Großen Staats-Churals der Mongolei. Die Wahlbeteiligung lag bei rund 74 Prozent. Zuvor war am 5. Mai 2016 das Wahlrecht geändert worden, indem die Verhältniswahl abgeschafft wurde. Außerdem konnten rund 150.000 Staatsbürger, die im Ausland lebten, nicht an der Wahl teilnehmen.

## Ergebnis
Die Mongolische Volkspartei (MVP) ging mit 45 % der Wählerstimmen als Sieger hervor. Die Demokratische Partei (DP), die seit 2012 mit der Koalition der Gerechtigkeit und der Grünen Partei des Bürgerwillens eine Regierungskoalition gebildet hatte, erlitt leichte Stimmenverluste und konnte die Regierungskoalition nicht fortführen. Aufgrund des Mehrheitswahlrechts erhielt die DP nur neun Sitze im Parlament, während die Mongolische Volkspartei mit 65 Sitzen wieder alleine regieren kann. Die Koalition der Gerechtigkeit trat nicht mehr zur Wahl an.
| Listen                                       | Stimmen   | %    | Mandate | +/- |
| -------------------------------------------- | --------- | ---- | ------- | --- |
| Mongolische Volkspartei (MVP)                | 636.138   | 45,1 | 65      | +39 |
| Demokratische Partei (DP)                    | 467.191   | 33,1 | 9       | −22 |
| Mongolische Revolutionäre Volkspartei (MPRP) | 112.850   | 8,0  | 1       | –   |
| Souveränität und Einheit                     | 35.394    | 2,5  | –       | –   |
| Mongolische Republikanische Partei           | 23.118    | 1,6  | –       | –   |
| Sonstige                                     | 50.563    | 3,6  | –       | –2  |
| Unabhängige                                  | 84.609    | 6,0  | 1       | −2  |
| Gesamt                                       | 1.409.863 | 100  | 76      | –   |
|                                              |           |      |         |     |
| Ungültige Stimmen                            | 10.942    | 0,8  |         |     |
| Wähler                                       | 1.420.805 | 74,3 |         |     |
| Wahlberechtigte                              | 1.911.047 |      |         |     |